# Tattoos & Scars
Tattoos & Scars è il primo album in studio del duo di musica country statunitense Montgomery Gentry, pubblicato nel 1999.

## Tracce
1. Hillbilly Shoes (Bobby Taylor, Mike Geiger, Woody Mullis) – 3:13
2. Trying to Survive (Stephony Smith, Kevin Brandt) – 3:50
3. Lonely and Gone (Bill McCorvey, Dave Gibson, Greg Crowe) – 3:19
4. Self Made Man (Wynn Varble, Jay Knowles) – 3:35
5. Daddy Won't Sell the Farm (Robin Branda, Steve Fox) – 4:18
6. If a Broken Heart Could Kill (Rick Ferrell, Steve Clark) – 3:19
7. I've Loved a Lot More Than I've Hurt (Max D. Barnes) – 3:14
8. Didn't Your Mama Tell Ya (Stewart Harris, Clay Davidson) – 3:26
9. Trouble Is (Porter Howell, Sam Gay) – 3:09
10. Tattoos & Scars (Tony Lane) – 3:59
11. All Night Long (Charlie Daniels, Joel "Taz" DiGregorio, Jack Gavin, Charlie Hayward, Bruce Ray Brown) – 3:33 (con Charlie Daniels)